# إيفان فيشر
إيفان فيشر (بالإنجليزية: Ivan Fisher)‏ هو محامي أمريكي، ولد في 26 أغسطس 1943 في نيويورك في الولايات المتحدة.